# Ronny Johnsen
Jean Ronny Johnsen (* 10. Juni 1969 in Sandefjord, Norwegen) ist ein ehemaliger norwegischer Fußballspieler. Er spielte in der Innenverteidigung.

## Werdegang
Johnsen begann seine Profi-Laufbahn beim norwegischen Verein Stokke IL. Die nächste Station war Eik-Tønsberg, welche er 1991 Richtung Lyn Oslo verließ. 1994 wechselte er zu Lillestrøm SK. Eine Saison später ging er zu Beşiktaş Istanbul in die Türkei. Zur Saison 1996/97 wechselte er zum namhaften englischen Verein Manchester United, mit dem er vier Mal englischer Meister (1997, 1999, 2000 und 2001) wurde. Außerdem gewann er 1999 den FA Cup, die UEFA Champions League und den Weltpokal. 2002 wechselte er innerhalb der Premier League zu Aston Villa, welche er 2004 Richtung Newcastle United verließ. Dort kam er nur drei Mal zum Einsatz, was dazu führte, dass er seine Karriere beendete. Nach einem Jahr Pause wurde Johnsen wieder aktiv und unterschrieb zur Saison 2005/06 einen Vertrag bei Vålerenga IF. Am 3. November 2008 beendete er dann endgültig seine Karriere.

## Nationalmannschaft
Johnsen bestritt zwischen 1991 und 2004 insgesamt 61 Spiele für die norwegische Fußballnationalmannschaft. Dabei erzielte er drei Treffer und nahm mit ihr an der Fußball-Weltmeisterschaft 1998 teil.